# Deeringia madagascariensis
Deeringia madagascariensis là loài thực vật có hoa thuộc họ Dền. Loài này được Cavaco mô tả khoa học đầu tiên năm 1953.